# Sumperalm
Die Sumperalm ist eine Alm in der Gemeinde Wörschach im österreichischen Bundesland Steiermark. Die Alm liegt in einer Senke am Ostfuß des Sumperecks etwa 6 km nordwestlich des Ortes Weißenbach bei Liezen, im Südteil des Toten Gebirges. Die Rodungsalm mit einer Quelle, einer Wasserlacke für das Vieh und großen Weiden, liegt in einer Seehöhe von 1750 m ü. A. In den Sommermonaten wird Galtvieh aufgetrieben. Auf der Alm stehen 6 Hütten.

## Geschichte
Der Name des weiten Almgeländes wird erstmals 1382 als „der Sumper“ erwähnt. In einem Bergmietsverzeichnis der Herrschaft Wolkenstein aus dem 16. Jahrhundert werden für die Sumper Albm 5 Auftriebsberechtigte angeführt. Im Waldtomus XVIII von 1760 werden 7 Hütten und 147 aufgetriebene Rinder angeführt. Der Name der Alm bezieht sich auf das deutsche Wort Sumper, für eine Art Korb, und verweist auf die enge, tiefe Mulde, in der die Almhütten stehen.

## Wanderwege
Markierte Anstiege zur Sumperalm:
- von Norden der Weg 281 vom Hochmölbing
- von Osten der Weg 218 von der Niederhüttenalm
- von Westen 209/218 vom Grimmingboden